# Sárkeresztúr
Sárkeresztúr község Fejér vármegyében, a Sárbogárdi járásban.

## Fekvése
A község határa a Mezőföld Fejér vármegyei része, a Sárvíz mentén. Domborzati viszonyait tekintve a Sárvíz-völgytől keleti irányban enyhén emelkedő. A lejtőszerű emelkedés egészen a sárosdi határig tart. Itt húzódik az a dombél, amely a sárkeresztúri és a sárosdi határt elválasztja. Ennek a dombélnek a magassága 130-140 méter között váltakozik. A határ legmélyebb pontja 95 méter. A Nádor-csatorna melletti rész eléggé mocsaras, így esős években a földek itt terméketlenek. A községi belterületek is mély fekvésűek, s alig 97-102 méter között váltakozik a tengerszint feletti magasság.
A közvetlenül határos települések: észak felől Aba, északkelet felől Sárosd, délkelet felől Nagylók, dél felől Sárszentágota, délnyugat felől Káloz, nyugat felől pedig Soponya.

### Megközelítése
- Közúton Székesfehérvár, Sárbogárd és Szekszárd felől a 63-as főúton, Adony, Pusztaszabolcs, illetve Káloz felől a 6209-es úton lehet eljutni a településre.
- Vonattal a MÁV 45-ös számú Sárbogárd–Székesfehérvár-vasútvonalán érhető el. A településnek egy saját megállóhelye (Sárkeresztúr megállóhely), valamint egy, Abával közös vasútállomása van (Aba-Sárkeresztúr vasútállomás). (A vonalon 2009 decemberében leállt a személyforgalom, majd egy évvel később átmenetileg újraindult. 2016-os állapot szerint vonatpótló autóbuszok bonyolítják az itteni forgalmat, de csak az Abával közös vasútállomásnál álltak meg, a 2021 óta Baja és Székesfehérvár között közlekedő Gemenc InterRégió vonatok nem állnak meg.)

## Története
A Gorsiumból (Tác) Sopianaeba (Pécs) vezető egyik római főútvonal a községen haladt át, egy szakaszát légifelvételről is ismerjük a község határából. A község területén a temetődomb környékén és az Öreg utcában kerültek elő a helyi kelta bennszülött lakosságra jellemző edények, a temetődombon sírokat is találtak. A termelőszövetkezeti Homokbányában középkori sírok kerültek elő, a szemközti domb, a Zsellér-domb, ahol török kor utáni jobbágyfalut tart számon a helyi hagyomány. Kora középkori település volt Asszonyvására (másképpen Vásárd). A falu a mai Sárkeresztúrral azonos, vagy annak határában volt. 1192-ben Asonuasara, 1272-ben Wasárd változatban említik.
Sárkeresztúron egyesült a fehérvári hadi út és a Fövenyről Wasárdra vezető "nagy út". Kun László uralkodása idején a sárosdi királyi lovászok földügyben perlekedtek a vásárdi lovászokkal. Vásárdot hamarosan Székesfehérvár polgárai szerzik meg maguknak.
A község neve az alábbi változatokban fordul elő: 1405-ben Kerezthwr, majd a 15. század egészében és a 16. század elején némi alakváltozatok vannak: így Kereztur, Kerezthur, Keresthur, Kerezthwr.
A név 1351-ben fordul elő első ízben a forrásokban; a középkori birtokosok között voltak Keresztúri nevezetűek is.

## Közélete

### Polgármesterei
- 1990–1994: Virág Miklós (független)[6]
- 1994–1998: Virág Miklós (független)[7]
- 1998–2002: Virág Miklós (független)[8]
- 2002–2006: Virág Miklós (független)[9]
- 2006–2010: Virág Miklós (független)[10]
- 2010–2014: Csutiné Turi Ibolya (független)[11]
- 2014–2019: Csutiné Turi Ibolya (független)[12]
- 2019–2024: Csutiné Turi Ibolya (független)[13]
- 2024– : Csutiné Turi Ibolya (független)[1]

## Népesség
A település népességének változása:
| Lakosok száma | 2524 | 2521 | 2555 | 2442 | 2474 | 2519 | 2496 |
|               | 2013 | 2014 | 2015 | 2021 | 2022 | 2023 | 2024 |

A 2011-es népszámlálás során a lakosok 89,8%-a magyarnak, 20,4% cigánynak, 0,2% németnek, 0,5% románnak mondta magát (10,1% nem nyilatkozott; a kettős identitások miatt a végösszeg nagyobb lehet 100%-nál). A vallási megoszlás a következő volt: római katolikus 58,8%, református 13,9%, evangélikus 0,2%, görögkatolikus 0,2%, felekezeten kívüli 9,6% (16,6% nem nyilatkozott).
2022-ben a lakosság 95%-a vallotta magát magyarnak, 16% cigánynak, 0,4% németnek, 0,2% románnak, 0,1% horvátnak, 0,1% örménynek, 0,7% egyéb, nem hazai nemzetiségűnek (4,9% nem nyilatkozott; a kettős identitások miatt a végösszeg nagyobb lehet 100%-nál). Vallásuk szerint 55,4% volt római katolikus, 10% református, 0,2% evangélikus, 0,2% görög katolikus, 0,2% egyéb keresztény, 0,4% egyéb katolikus, 16,1% felekezeten kívüli (17,3% nem válaszolt).

## Nevezetességei
- Sárkány-tó
- Antiochiai Szent Ignácnak dedikált római katolikus temploma a 18. században épült barokk stílusban. Berendezésének egy része (mellékoltár, szószék, padok, kórus farácsa) szintén 18. századi.[16] A templom nyugati oldalában alacsony kőfallal körbevett, nagy kiterjedésű szovjet katonai temető terül el, közepén obeliszkkel.

## Itt születtek, itt éltek
- Bella István költő itt született
- Bokros János költő, tanár itt született
- Ittzés Mihály zenepedagógus itt született
- Fischer Gyula győri főrabbi, később Prágában és Budapesten rabbi, egyetemi tanár itt született

## Külső hivatkozások
- Sárkeresztúr a Hírkeresőben Archiválva 2016. március 4-i dátummal a Wayback Machine-ben
- Szülőföldem Sárkeresztúr